# グランド・セフト・オート・バイスシティ
『グランド・セフト・オート・バイスシティ』（原題：Grand Theft Auto: Vice City）は2002年にアメリカのロックスター・ゲームス社からPlayStation 2用としてリリースされたオープンワールド型クライムアクションゲームである。略称は『GTA:VC』または『VC』。開発はロックスター・ノース。グランド・セフト・オートシリーズのメインタイトル第4作目であり、シリーズ3作目の『グランド・セフト・オートIII』（『III』）の前日譚となる。1986年のバイスシティを舞台とし、見捨てられたイタリア系マフィアの構成員トミー・ベルセッティが、まったく地縁のない土地の裏社会で成り上がっていく物語を描く。『III』シリーズ作品として、同作の主要人物も多く登場する。2006年にはスピンオフ作品となる『グランド・セフト・オート・バイスシティ・ストーリーズ』（『VCS』）が製作された。
2021年11月11日、オリジナル版と比べてグラフィックやシステムの大幅な改善が施された、リマスター版『グランド・セフト・オート：トリロジー：決定版』が発売された。

## ストーリー
1986年、リバティーシティの一大勢力マフィア「フォレッリ・ファミリー」の忠実な構成員であったトミー・ベルセッティは、ファミリーのために犯した殺人による15年の刑期を終えて、刑務所から出所した。しかし、ボスのソニー・フォレッリはトミーを厄介者扱いし、名目上はカポ（幹部）に昇進させた上で、厄介払いのために遠く離れた南方の都市バイスシティに送り込む。この処遇に憤るトミーであったが、現地の案内人である弁護士ケン・ローゼンバーグと共にコカイン取引の仕事に臨む。ところが取引現場を何者かに襲撃されて取引相手のヴィクター・ヴァンスが殺され、さらにコカインも代金も両方奪われてしまう。報告を受け激怒したソニーは、トミーに奪われたコカインと金を確保するよう厳命する。
犯人を探るため、トミーは取引の仲介者であったコルテス大佐と会う。大佐は謝罪した上で必ず犯人を突き止めることを約束し、その上で金やコネクションを欲しているトミーに、さしあたって自らの裏仕事を紹介する。その仕事の中でトミーは取引相手で同じく犯人を探しているヴィクターの弟ランス・ヴァンスと出会い、またトミーの活躍を聞いて、不動産王エイブリーや麻薬王リカルド・ディアスからも裏仕事が舞い込むようになる。やがて大佐は犯人がディアスであったことを突き止め、トミーとランスは協力してディアスを殺して復讐を果たし、彼のシマをほぼそのまま乗っ取る。コカインと金を回収したトミーであったが、既にソニーには嫌気が差しており、彼を無視して自らをボス、ランスをアンダーボスとして独立してしまう。
引き続きトミーは、大佐やエイブリーの仕事を受けつつ、新たにキューバ人ギャングのボスであるウンベルトや、音楽プロデューサーのケント・ポールなどとの知遇も得る。また、物件を購入しての運営も行い、偽札製造やポルノ映画の制作、銀行強盗などを行い、バイスシティの裏社会で名を高めていく。
一方、トミーの裏切りに気づいたソニーは、彼を粛清してその権益をそのまま奪い取ることを画策していた。さらに、自身の扱いに不満を持っていたランスはトミーを裏切ってソニーに内通していた。ゲーム最終盤、ソニーは部下を率いてトミーの屋敷を襲撃する。迎え撃つトミーは、まず裏切ったランスを粛清し、そしてソニーとその部下らを皆殺しにする。その後、現場にやってきたケンは事態を知って今後を心配するものの、トミーは彼を安心させ、さらに成り上がることを予告しゲームは終わる。

## 概要
アル・パチーノ主演のバイオレンス映画『スカーフェイス』、および1980年代を代表するマイアミが舞台のドラマ『特捜刑事マイアミ・バイス』の強い影響を受けて作られた。
80年代という装飾過剰だった時代背景を再現して作られている。ファッション、クルマのデザイン、カーステレオから流れているBGMの数々も当時に実在した曲が詰め込まれており、PS2ソフトでは珍しくdtsサラウンドサウンドが収録されている。
前作を上回る自由度の高さから非常に人気を博し、全世界で1,750万本というセールスを記録したが、その一方、ゲーム中に多く登場するハイチ人のギャングやマフィアといったキャラクターに関し、暴力的であるとして、ハイチ系移民から訴訟を起こされている。
本作は『ギネス世界記録2005』に「全世界で最も売れたプレイステーション2用のゲーム」として載っている（次回作の『グランド・セフト・オート・サンアンドレアス』はその記録を抜いている）。
2012年12月6日に昨年の『グランド・セフト・オートIII』と同じく10周年記念ということでロックスター・ゲームスよりAndroid、iOS向けにリリースされた。

## ゲームシステム
舞台は1986年のアメリカ東海岸の架空リゾート都市「バイスシティ」。シリーズお約束で、自由に乗り物を盗み、操作することができる。さまざまな人物から仕事を請け負い最終ミッションへと進んでいく。
今回から洋服店に入ることで衣装変えができるようになった。また、救命、消火、タクシー、処刑ミッションも用意されており、今回から新たにピザ配達ミッションが加わった。ある程度建物の中には入れるようになり、お金を貯めると隠れ家や店などを購入して経営できるようにもなった。
乗り物もバイク、ヘリコプター、戦闘ヘリなどがあり、前作より移動手段の自由度が拡がった。ギミック面では、乗員の頭部に直接被弾させるかバイク乗車時など車体に遮られていない乗員の体を撃つことでもダメージを与えられるようになったほか、銃撃と後述のスパイクベルトでタイヤがパンクし、コントロールの低下を招くようになった。
また、保安部隊では私服警官が登場。彼らの登場は手配レベル3からであり、覆面パトカー仕様のCHEETAHに乗車してやってくる。
武器はサブマシンガン系のウージー。さらに今作では手配レベル3以降に車に乗っていると、警官がタイヤをパンクさせるスパイクベルトを配置してくるため、車での逃走が難しくなった。手配レベル6では前作の軍隊が強すぎたのか少々軍人が弱体化されている。
作中に登場する人種は、コロンビア人、ハイチ人、キューバ難民など。

## 登場人物
日本語名は日本語版に準拠する。

### 主要人物
トミー・ベルセッティ（Tommy Vercetti）
声 - レイ・リオッタ
本作の主人公。フォレッリ・ファミリーの構成員。35歳。
暴力に長け、知恵も回るイタリア系の壮年男性。背が高く、顔立ちが良い。若くしてリバティーシティで一大勢力を誇るマフィア、フォレッリ・ファミリーに入るも20歳の時に、ファミリーの仕事（通称「ハーウッド事件」）で15年の刑期を受ける。上昇志向が強く、裏社会で成り上がることを志す。怒りやすく、利益のためなら暴力や殺し、盗みなど犯罪行為は一切躊躇しないが、父が印刷工であったことから印刷所「プリントワークス」の買収ではやや感傷的な様子を見せる。

ケン・ローゼンバーグ（Ken Rosenberg）
声 - ウィリアム・フィクナー
ローゼンバーグ法律事務所の経営者。フォレッリ・ファミリーのバイスシティでの顧問弁護士。33歳。6年後が舞台の『SA』にも登場。
神経質かつ臆病な男。本業の弁護士については「無罪の人間すら死刑にしちまうダメ弁護士」と評され、ロースクールの卒業試験もカンニングした結果と示唆される。
バイスシティにやってきたトミーの現地案内役として街や取引を紹介するものの、襲撃事件によりトミーと共に窮地に陥る。犯人探しではほとんど役に立たず、トミーを苛立たせる。ただ、闇社会で成り上がっていくトミーを弁護士として裏方で支え、中盤のフォレッリ・ファミリーとの決別でも、トミーに従うことを決める。
ランス・ヴァンス（Lance Vance）
声 - フィリップ・マイケル・トーマス
ヴァンス・ファミリーの構成員。後にベルセッティ・ファミリーの副ボス。32歳。2年前が舞台の『VCS』にも登場。
白スーツなど身嗜みに金をかけたドミニカ系の壮年男性。兄・ヴィクターと2人でギャング団を結成し、バイスシティの裏社会でそれなりに名が知られた存在。
作中冒頭のフォレッリ・ファミリーとの取引において何者かの襲撃を受け、自身は生き延びるも兄ヴィクターを殺される。復讐のため犯人を探す中で、同様に探すトミーに近づき協力者となる。やがて黒幕がディアスだとわかると、クエンティンという偽名で潜入し裏取りを進めるが、先走ったために正体がバレ捕まる。その後、トミーに救出され、彼がディアスを殺害してベルセッティ・ファミリーとして独立するとその副ボスに任命される。
物語後半ではしばしば登場するものの、自身を一人前と見ないトミーに不満を募らせていく。そこをトミーへの報復を狙うソニー・フォレッリに付け入られることとなり、内通者となってファミリーの情報を密かに流す。直接乗り込んできたソニーと本拠地を強奪するものの、最期は奪還に現れたトミーによって殺される。

### トミーの協力者
ファン・ガルシア・コルテス大佐（Colonel Juan García Cortez）
声 - ロバート・ダヴィ
中南米のある国の要人。国軍の元大佐。バイスシティの裏社会の有力者。
物腰の柔らかい紳士的な白髪交じりの軍人。祖国では30回以上のクーデターを生き残り、9度の死刑判決を受けるも執行を免れ、その度に不可解な昇進を繰り返したという人物。大型クルーザーを所有し、バイスシティに長期滞在する。麻薬ビジネスの要人で、街の裏社会でも名が知られており、作中序盤の船上パーティーには街の有名人らが数多く登場する。性格は非常に寛容で鷹揚としており、トミーを気に入り、便宜を図る。特に地縁がない彼に対し、仕事を与え、地元にコネクションを作っていくきっかけを与える。このためトミーからも大きな感謝を受け、彼が丁寧に接する数少ない人物になっている。
物語冒頭のフォレッリ・ファミリーとヴァンス・ファミリーのコカイン取引の仲介を行った人物。謎の襲撃者によって失敗したことを率直にトミーに詫び、犯人探しに協力することを伝える。やがて黒幕がディアスで、自身の側近ゴンザレスが内通者だと知ると、これも率直に伝えて詫びる。
終盤、フランスの国防機密のチップを盗んだことで、同国のGIGNやDGSEのエージェントらに命を狙われる羽目となり、トミーの助けで危機を脱すると娘のメルセデスを託し、バイスシティを旅立つ。
メルセデス・コルテス（Mercedes Cortez）
声 - フェアルザ・バルク
コルテス大佐の娘。
自由奔放で乱れた生活を送る放蕩娘。父のメルセデス大佐より溺愛され、弁護士を目指していると語られるも、どこまで本当かは不明。裏社会の有力者の娘ながら、ドラッグSEXパーティーに参加するほか、クラブでストリップをしたり、ポルノ映画への出演を快諾するなど、性的にかなり乱れている。バイスポイントの一軒家でひとり暮らしをする。
物語序盤より登場し、大佐の依頼でトミーに家まで送り届けられ、気に入るようになる。以降、その広い交友関係から、しばしば登場する。終盤に大佐が出国する際にはそのまま街に残り、トミーに任される。
エイブリー・キャリントン（Avery Carrington）
声 - バート・レイノルズ
バイスシティの不動産王。51歳。『LCS』にも登場。
カウボーイスタイルが特徴の富豪の男性。地元ギャングを使った地上げなどあくどい手口で成功を収めてきた人物であり、本作でもトミーに依頼して都市開発計画を強引に進めようとする。付き人としてドナルド・ラブを従えている。
物語序盤、コルテス大佐の船上パーティに登場し、その後、大佐の紹介でトミーと会う。次々と仕事をこなしていくトミーに満足し、信頼するようになる。
ウンベルト・ロビーナ（Umberto Robina）
声 - ダニー・トレホ
リトルハバナを拠点とするキューバ系ギャング「ロス・カブロネス」のリーダー。『VCS』にも登場。
仕事のパートナーには男らしさを求めるキューバ人の中年男性。不遜且つ言葉遣いが下品で、縄張りのためなら全面戦争も欠かさないと威勢がいい。しかしながら、臆病者で、基本的に自身の父が経営するカフェから出ない。もっぱら現場指揮は部下のリコが執る。
ティールの知り合いで、彼に電話をしたところ、トミーが出たことで知り合う。本来はティールに依頼しようとした仕事をトミーが受け、しかも完遂したことから信頼するようになり、以降、ハイチ系ギャングとの抗争などを依頼する。
アウンティ・プレ（Auntie Poulet）
声 - ミス・クレオ
ハイチ系ギャングのボス。
ブードゥーの魔術に長けた老婆。エイブリーの仕事でボスがトミーに殺されたために、急遽ボスとなる。リトルハイチの粗末な家に住み、トミーを電話で呼び出すと不思議な魔術で操ってハイチ系ギャングのための仕事を行わせる。一通り仕事をさせたところで、最後は魔術を解いて解放する。
なお、「アウンティ」はおばあちゃんという意味であり、名前ではない。また、プレもハイチの公用語であるフランス語でヒヨコや鶏肉を意味する言葉である。
ケント・ポール（Kent Paul）
声 - ダニー・ダイア
音楽プロデューサー。ロックバンド「ラブフィスト」のマネージャー。『SA』にも登場。
軽薄な中年男性。マリブクラブの常連でバイスシティの裏社会に精通している。クラブで出会ったトミーに情報を提供するが、変な誤魔化しをしようとして痛い目に会うことが多い。
物語前半より情報屋として登場し、後半ではラブフィストのマネージャーとして彼らにまつわる仕事を依頼するようになる。
ラブフィスト（Love Fist）
イギリスの人気ヘビーメタルバンド。公演のためバイスシティにやってくる。全員がドラッグ中毒者で言動がイカれている。なお、メンバー構成は以下の通りだが、名前はそれぞれ卑猥な単語に基づく芸名である。
- ボーカル：ジェズ・トレント（Jezz Torrent）、声 - ケヴィン・マクキッド
- ギター：パーシー（Percy）、声 - Russell Foreman
- ベース：ウィリー（Willy）、声 - Mark Hanlon
- ドラム：ディック（Dick）、声 - Peter McKay

ビッグ・ミッチ・ベイカー（Big Mitch Baker）
声 - リー・メジャース
バイカーギャングのボス。
ベトナム戦争の帰還兵で、パープルハート章を持つ退役軍人。帰還兵の扱いの悪さに不満を持ち、バイスシティにてバイカーギャングを結成したという過去を持つ。仲間意識が強く、排他的でよそ者を信用しない。裏社会でも名が知られている。
物語後半に登場し、箔付けのため、ラブフィストの護衛をベイカーに任せたいポールの依頼を受けた交渉役のトミーと会う。上記の通り、当初はトミーを信用しないが、いくつか任せた仕事を解決した手腕を気に入り、最後は護衛役を快く引き受ける。
フィル・キャシディ（Phil Cassidy）
声 - ゲイリー・ビジー
非認可の武器商人。元傭兵。『III』、『LCS』、『VCS』にも登場。
元軍人という経歴を持つ大柄な体格の白人。ベトナム戦争の従軍経験もある退役軍人と称しているが、どこまで本当かは不明。酒好きの上で、かなりの酒乱であり、酔うと銃器を振り回す危険な性格。
銀行強盗ミッションにおいて、銃器のスペシャリストとして仲間に入る形で登場する。以降はトミーと気が合い、仕事を振るようになるが、強力な密造酒「ブームシャイン」を製造して泥酔したところ爆薬を暴発させ、片腕を失う。
ミスター・ブラック（Mr.Black）
暗殺組織の元締め。
携帯電話あるいは公衆電話で命令を行う暗殺組織の命令者。本来はティールの上司であったが、トミーが成り代わっていることに気づかず、次々と命令を出していく。

### トミーの対立者
ソニー・フォレッリ（Sonny Forelli）
声 - トム・サイズモア
フォレッリ・ファミリーのボス。本作の最終的な敵。
リバティーシティの大マフィアの長として冷徹で暴力的な中年男性。若くして組織のトップに立ち、ファミリーを拡大させた手腕を持つ。若き日にトミーを信頼し、共に組織の拡大に邁進してきたが、次第に彼の手腕を恐れると同時に妬むようになる。15年前にトミーが捕まることになった一件も、仕事直後の彼の元に複数の殺し屋を送り込み、密かに暗殺を狙っていたものであった。
物語冒頭、出所したトミーに厄介払いも兼ねてバイスシティでの麻薬取引を命じる。取引が失敗してコカインも金も奪われたと知ると激怒し、すべて取り返すようトミーに命じる。以降、たびたび電話をしては横柄な態度で進捗状況の確認を行い、やがてトミーの離反を招く。物語後半ではトミーからの音信が途絶えたことに怒りつつも、待遇に不満を持つランスに目をつけ、彼を懐柔して内通者とし、陰からトミーのファミリーを攻撃する。最終的にはバイスシティに自ら乗り込み、トミーと決着をつけようとするが、そのまま返り討ちに遭い、死亡する。
リカルド・ディアス（Ricardo Diaz）
声 - ルイス・ガスマン
バイスシティの麻薬王。『VCS』にも登場。
背が低く恰幅の良い中年のコロンビア人。現在のバイスシティの裏社会のトップであり、多方面に顔が利く。非常に短気な上にナポレオン・コンプレックスを抱えており、金遣いも荒い。
物語前半に登場し、コルテス大佐のツテでトミーと出会い、彼に仕事を任せ、信頼するようになる。ところが冒頭の取引を襲撃させた黒幕であることが判明し、最期はトミーとランスに邸宅を襲撃され、殺される。その大邸宅はトミーのものとなる。
『VCS』では彼が麻薬王になった経緯が描かれる。
ゴンザレス（Gonzalez）
声 - Jorge Pupo
コルテス大佐の部下。サン・ドミニカ大使館文化部門職員。外交官。『VCS』にも登場。
コルテス大佐のバイスシティにおける側近として活動する中年男性。基本的には大佐と共に行動し、作中に登場する。やがて、冒頭の取引の情報をディアスに流していた内通者だと判明し、大佐の詫びも含めた依頼を受けたトミーによって、チェンソーで粛清される。
『VCS』ではディアスの内通者となった経緯が描かれる。

### 物件ミッションの関連人物
アーネスト・ケリー（Earnest Kelly）
声 - ジョージ・ディセンゾ
リトルハバナの印刷所「プリントワークス」の経営者。
潰れかけた印刷所の老オーナー。父親が印刷工だったことから感傷的にトミーに印刷所を買われる。このため、トミーとしては新聞や雑誌の印刷などまともな仕事をさせるつもりであったが、それは面白くないとして偽札製造を逆提案する。
最終ミッションではフォレッリ・ファミリーの襲撃を受け負傷する。
スティーブ・スコット（Steve Scott）
声 - デニス・ホッパー
ポルノ映画監督。
サングラスにたくましい髭の中年男性。大量のマッシュポテトとサメに執着する変人で、何かと自分の作品にサメを出したためトミーによく怒られる。物語序盤のコルテス大佐の船上パーティにも参加している。
作中には上記の通り、序盤のパーティで登場しているが本格的な登場は「インター・グローバル・フィルムズ」を購入してからである。トミーが出資者としてポルノ映画を撮ることになり、キャンディ・サックスの出演交渉などをトミーに依頼する。
キャンディ・サックス（Candy Suxxx）
声 - ジェナ・ジェイムソン
ポルノ女優。
撮影のためなら獣姦も行うという人気のあるポルノ女優。シュラブなど、社会的地位の高い男とも幅広く関係を持つ。
カム・ジョーンズ（Cam Jones）
声 - Greg Sims
泥棒。
金庫破りの名人と評される禿頭の初老の男。マリブクラブ購入後、トミーが銀行強盗を計画にするにあたって、仲間集めの際にフィルの紹介で登場する。ただ、当初は警察署の留置場に拘留されて刑務所へ移送待ちであり、トミーに助け出され、協力を約束する。
銀行強盗のミッションではプレイ次第で死亡する。死亡した場合はミッションクリア後の会話内容が変わる。
ヒラリー・キング（Hilary King）
声 - Charles Tucker
ドライバー。
ノイローゼによる過食で肥満体の青年。平生の態度は大人しいがいわゆるハンドルを握ると人が変わるタイプで、スピード狂になる。マリブクラブ購入後、銀行強盗の仲間集めをするトミーに、ジョーンズの紹介という形で登場。ストリートレースで勝ったら仲間になるという条件を出す。
銀行強盗のミッションでは逃走用ドライバーとして参加するも、中盤の脱出の際にSWATの前に飛び出し、そのまま射殺される。
ドリス（Doris）
声 - デボラ・ハリー
タクシー会社「カウフマンズ・キャブ」のオペレーター。
寂れたタクシー会社のオーナーである中年女性。トミーに会社を買われると無線オペレーターとして活動する。ライバル会社のVCキャブを敵視しており、言動は非常に過激。
モード・ハンソン（Maude Hanson）
声 - ジェーン・ジェンナーロ
アイスクリームの移動販売チェーン「チェリーポッパー・アイスクリーム」のオーナー。
偏屈で子供嫌いの老婆。実は麻薬の売人の元締めで、アイスの販売に見せかけ、密かに顧客に麻薬を売っている。トミーに買われると、その仕事を任せる。
BJスミス（BJ Smith）
声 - ローレンス・テイラー
高級車ディーラー「サンシャイン・オート」のオーナー。元アメフトのスター選手。
コルテス大佐の船上パーティにも参加している金回りの良い偉丈夫。アメフトチーム「バイスシティ・マンバス」の元スター選手で、過去の功績をよく語る。一方で相手選手を痛めつけるといった問題行動でバッシングも受けてきた。
物語後半に選手に復帰するとして会社の買い手を探しており、トミーに買われる。
ジェスロ & ドウェイン（Jethro & Dwaine）
声 - John Zurhellen & ナビド・ホンサリ
ボートヤードの整備士。
トミーがボートヤードを購入した際に、わずかに登場する人物。後の『SA』で主人公CJの協力者として登場し、トミーに買われたことで職を失い、サンアンドレアス州に来たことが説明される。

### その他の人物
ヴィクター・ヴァンス（Victor Vance）
声 - アルマンド・リスコ
ギャング「ヴァンス・ファミリー」のボス。ランスの兄。
物語冒頭におけるトミーのコカイン取引の相手。謎の勢力の襲撃に遭い死亡する。
後に発売された前日譚を描く『VCS』において主人公を務め、彼がギャングとなった経緯が描かれている。
ドナルド・ラブ（Donald Love）
声 - カム・ニーリー
エイブリーの付き人。『III』、『LCS』の主要人物。
後の『III』の時代とは異なる、眼鏡を掛けた誠実そうな青年ビジネスマン。登場は2回ほどで最初はコルテス大佐の船上パーティーで登場する。次に何度か請け負うエイブリーの仕事に置いて1度だけ臨席した状態で現れる。仕事内容をトミーに説明するエイブリーの様子を熱心に観察する。
レオ・ティール（Leo Teal）
殺し屋。表向きはシェフ。
ミスター・ブラックの下で殺し屋を行っている男。物語冒頭の取引の襲撃者として疑われてトミーの訪問を受けるが、戦闘となりそのまま殺される。実際に彼がどこまで冒頭の襲撃に関わっていたかは不明だが、襲撃を行ったギャングと面識はあった。
ティール自身は物語序盤のエピソードで死亡するものの、彼が使っていた携帯電話はトミーの私物となり、ミスター・ブラックの指令や、ウンベルトとの出会いなどにつながる。
アレックス・シュラブ（Alex Shrub）
声 - Christopher Lucas
合衆国下院議員。
極右国粋主義者で、票集めのためなら手段を選ばないという政治家。酒癖や女癖が悪く、ポルノ女優キャンディ・サックスと関係を持つ。作中ではキャンディとの情事のスキャンダル写真をトミーに撮られ、弱みを握られる。
アルベルト・ロビーナ（Alberto Robina）
リトルハバナのカフェ「カフェロビーナ」の店主。ウンベルトの父。『VCS』にも登場。
リコ（Rico）
キューバ系ギャングで、ウンベルトの部下。彼の依頼する全ミッションでトミーと同行し、ハイチ系ギャングと戦う。
マイク（Mike）
声 - Robert Cihra
ベルセッティ・ファミリーの一員。DBP警備との一件ではトミーに同行する。元はディアスの部下であったため、物語序盤のコルテス大佐の船上パーティにも参加している。
精神異常者（The Psycho）
声 - Hunter Platin
本名不明。
動機は不明だがラブフィストのメンバーの命を狙う男。メンバーを殺すため、女装してサイン会場に潜入するも、依頼を受けて警護の仕事についていたトミーに阻止される。車で逃走を図るも、トミーに追跡され、車両ごと爆発する。死んだと思われていたが生存しており、今度はラブフィストの乗る車両に自動車爆弾を仕掛ける。しかし、メンバーに雑に解除され、失敗に終わる。

## 日本版の変更点
- ヘッドショット時の頭部欠損表現のカット。
- ベルセッティ邸の書斎にキャンディ・サックスのヌードポスターがあるが、日本版では動物のポスターに変更されている。

なお、これらの規制はスマホ版では取り払われた。

## スマホ版の変更点
- 逮捕されたり体力が0になったりしても武器を没収されない（罰金及び治療費は取られる。また、防弾ベストは没収される）。
- プレイヤーはしゃがめない。
- 物件の値段が半額になっている。